# Dieciocho chico
El Dieciocho chico es una festividad tradicional que se realiza el primer fin de semana después de la semana correspondiente a los días 18 y 19 de septiembre, cuando se celebran las Fiestas Patrias de Chile. En San Bernardo, esta festividad se lleva a cabo tradicionalmente a comienzos de octubre.

## Historia
Originalmente, el «Dieciocho chico» o «dieciochito» era «el domingo anterior al 18 de septiembre, y en el cual se ensaya[ba]n en el Campo de Marte (antigua «Pampa») los ejercicios militares que se preparan para el 18».
Posteriormente, esta fiesta se convirtió en la continuación de las celebraciones de las Fiestas Patrias chilenas para proporcionar a los fonderos (dueños de las fondas) unos días extras para abrir sus locales —que deben estar autorizados para funcionar solo los días de estas celebraciones— y ofrecer sus productos después de la festividad oficial.
Con el paso de los años, esta actividad se volvió una costumbre en Chile, y se transformó en una oportunidad para aquellos que o no pudieron asistir a las celebraciones oficiales del fin de semana anterior o desean simplemente prolongarlas.